# Clemens Kammler
Clemens Kammler (* 1952 in Hovestadt) ist ein deutscher Literaturwissenschaftler und -didaktiker.

## Leben
Kammler studierte an der Ruhr-Universität Bochum Germanistik, Philosophie und Sozialwissenschaften und wurde dort 1984 auch promoviert. Er absolvierte sein Referendariat für das Lehramt am Gymnasium am Bezirksseminar Recklinghausen.
Zwischen 1980 und 1996 arbeitete Kammler als Gymnasiallehrer und als Fachleiter in Nordrhein-Westfalen. Von 1997 bis 2001 war er Professor für deutsche Sprache und Literatur und ihre Didaktik an der Universität Bielefeld. Seit 2001 war er Professor für Germanistik / Literaturdidaktik an der Universität Duisburg-Essen.
Von 2013 bis 2015 war er dort auch Geschäftsführender Direktor des Germanistischen Instituts. Seit März 2018 ist er im Ruhestand.

## Veröffentlichungen (Auswahl)
Kammler ist u. a. Mitherausgeber der Zeitschrift Praxis Deutsch und der gleichnamigen Fachbuchreihe.
- Michel Foucault. Eine kritische Analyse seines Werks. Bonn 1986, ISBN 3-416-01914-8.
- Neue Literaturtheorien und Unterrichtspraxis. Positionen und Modelle. Baltmannsweiler 2000,  ISBN 3-89676-227-3.
- Uwe Timm, „Am Beispiel meines Bruders“. München 2006, ISBN 978-3-486-00107-5.
- Foucault-Handbuch. Leben – Werk – Wirkung. Stuttgart und Weimar 2008; zweite, aktualisierte u. erweiterte Auflage 2020 (Mhg. zus. m. Rolf Parr u. Ulrich Johannes Schneider), ISBN 3-476-02192-0.
- Literarische Kompetenzen – Standards im Literaturunterricht. Modelle für die Primar- und Sekundarstufe. Seelze, 2. Aufl. 2012 (Hg.), ISBN 3-7800-2085-8.
- Handbuch Deutschunterricht. Theorie und Praxis des Lehrens und Lernens. Seelze 2017 (Mhg. zus. m. Jürgen Baurmann u. Astrid Müller), ISBN 978-37727-1072-8.
- Achtundsechzig. Beiträge zu Literatur und Zeitgeschichte. Duisburg 2019 (Mhg. zus. m. Markus Engelns u. Ulrike Preußer), ISBN 978-3-95605-049-7.
- Die Verwandlung des Herrn Korbes. In: Katrin Kloppert, Stefan Neumann, Verena Ronge (Hgg.): Textzugänge ermöglichen. Baltmannsweiler 2020, ISBN 978-3-8340-2032-1, S. 133–140.
- Verdichtete Gegenwart. Friedrich Christian Delius' autobiograpische Erzählung "Die Zukunft der Schönheit" als literarische Darstellung eines Bildungserlebnisses. In: Mitteilungen des Deutschen Germanistenverbandes, H. 1/2020, S. 43–51.
- Märchen in Geschichte und Gegenwart. Praxis Deutsch, H. 284/Nov. 2020 (Hg.).